# Практическая философия
Практическая философия — область философии поступка, формирующаяся на стыке этики и философии права; изучает практики допустимой и недопустимой деятельности (см. праксис), особенности воплощения мировоззренческих ориентиров в социальной и повседневной жизни.

## История развития
Если первоначально философия как на западе так и на востоке игнорировала индивидуальную человеческую личность (досократики, брахманизм, еврейские пророки), то позднее произошла антропологизация философии в учениях Сократа, Будды, Конфуция, в библейских книгах Екклесиаста и Иова, что было названо К. Ясперсом «осевым временем». Стала важна практическая жизнь, а не просто отвлечённое теоретическое знание мудреца, которым он может поступиться ради выгоды или безопасности. Эта тенденция достигла апогея в эллинистической философии, где все основные философские учения ориентировались на повседневную жизнь, редуцируя до неё политическую, натурфилософскую и прочие составные части философии. Христианство в свою очередь свело это к внутренней борьбе верующего человека, который каждым поступком выбирает либо бога, либо дьявола. Гуманизм возродил эллинистический пафос, убрав религиозный элемент в пользу секулярной жизни. Современная философия в лице кантианства, прагматизма и экзистенциализма также поставила практическую философию в основу своих построений, вместе с тем, развитие психотерапии привело к созданию проектов «философского консультирования», должного философскими методами решать насущные проблемы людей.